# Heteronympha
Heteronympha là một chi bướm trong họ Nymphalidae. Chi này có 7 loài.

## Loài
- Heteronympha banksii (Leach, 1814)
- Heteronympha cordace (Geyer, 1832)
- Heteronympha merope (Fabricius, 1775)
- Heteronympha mirifica (Butler, 1866)
- Heteronympha paradelpha Lower, 1893
- Heteronympha penelope Waterhouse, 1937
- Heteronympha solandri Waterhouse, 1904